# U-Bahnhof Ellerstraße
Der U-Bahnhof Ellerstraße ist eine Station der Düsseldorfer Stadtbahn. Sie liegt im Verlauf der neugebauten Südstrecke der nordrhein-westfälischen Landeshauptstadt Düsseldorf in Oberbilk.

## Lage
Der U-Bahnhof selbst befindet sich an der Einmündung der Ellerstraße in die Kölner Straße. Die Kölner Straße ist eine wichtige Verkehrsader des Stadtteils. Der U-Bahnhof Ellerstraße befindet sich 375 Meter südlich vom U-Bahnhof Oberbilker Markt/Warschauer Straße und 590 Meter nördlich vom U-Bahnhof Oberbilk S.

## Bahnhofsanlage
Der Bahnhof ist über Rolltreppen sowie über einen Aufzug erreichbar. Die obere Ebene des Bahnhofs ist die Verteilerebene und führt in die tiefer gelegene Bahnsteigebene. Letztere verfügt über zwei Seitenbahnsteige, an denen die Linien Richtung Holthausen und Richtung Duisburg bzw. Meerbusch/Krefeld halten.

## Verkehr
Der U-Bahnhof Ellerstraße befindet sich im Verlauf der ersten Stammstrecke des Düsseldorfer Stadtbahnnetzes. Alle auf dieser Strecke verkehrende Linien bedienen den Bahnhof. Neben den Umsteigemöglichkeiten zwischen den einzelnen Stadtbahnlinien bestehen weitere Umsteigebeziehungen zu drei Buslinien, welche an einer oberirdischen Haltestelle entlang der Kölner Straße halten und die Einbindung in das Netz des Düsseldorfer Nahverkehrs herstellen.
Über die Linie aus Duisburg wird die Nachbarstadt, sowie die nördlichen Stadtteile Wittlaer, Kaiserswerth und Lohausen erreicht. Die in das Linksrheinische abzweigende Linie bindet die dortigen Stadtteile Oberkassel und Lörick, die Nachbarstadt Meerbusch sowie die Stadt Krefeld an. In Richtung Altstadt besteht die Verbindung zu dem zentralen Umsteigepunkt Heinrich-Heine-Allee. Dort sind Umsteigemöglichkeiten zu mehreren Straßenbahn- und Buslinien sowie seit 2016 zur dritten Stammstrecke, der sogenannten Wehrhahn-Linie vorhanden. Davor liegt der Umsteigebahnhof Düsseldorf Hbf, welcher die Stadtbahn mit der S-Bahn Rhein-Ruhr und weiteren Verbindungen im Regional- und Fernverkehr verknüpft. Im weiteren Verlauf der ersten Stammstrecke werden die südlich gelegenen Stadtteile Wersten, Holthausen und Benrath, sowie die Heinrich-Heine-Universität und der Botanische Garten angebunden.
Bis auf eine Ausnahme werden alle Stadtbahnlinien von der Düsseldorfer Rheinbahn alleine bedient. Diese bildet die Linie U79, welche gemeinsam mit der Duisburger Verkehrsgesellschaft betrieben wird. So verkehren auf der Linie U79, seitens der Duisburger Verkehrsgesellschaft, hochflurige Stadtbahnfahrzeuge des Typs B80C. Zusätzlich werden hier, wie auch auf allen anderen Linien, Wagen des Typs B80D, ebenfalls hochflurig, eingesetzt.
Folgende Stadtbahnlinien bedienen den U-Bahnhof:
| Linie | Verlauf | Takt                             |
| ----- | --- | -------------------------------- |
|       | Krefeld, Rheinstraße1 – Krefeld Hbf – Dießem – Königshof – Fischeln – KR-Fischeln, Grundend – Osterath, Görgesheide2 – Hoterheide – Kamperweg – Bovert – Haus Meer – Forsthaus – Büderich, Landsknecht – Düsseldorf-Lörick3 – Löricker Straße – Lohweg – Prinzenallee – Heerdter Sandberg – Comenius-Gymnasium – Belsenplatz – Barbarossaplatz – Luegplatz – Tonhalle/Ehrenhof – U Heinrich-Heine-Allee – U Steinstraße/Königsallee – U Oststraße – U Düsseldorf Hbf – U Oberbilker Markt/Warschauer Straße – U Ellerstraße – U D-Oberbilk – Kaiserslautener Straße – Provinzialplatz – Werstener Dorfstraße – Opladener Straße – Ickerswarder Straße – Elbruchstraße – D-Holthausen4 Hochflurbetrieb der Rheinbahn; ehemalige K-Bahn; Abschnitt 3–4 dieser Linie gehört zum Düsseldorfer Nachtnetz; in den Schulferien gilt ein besonderer Fahrplan. Abweichender Takt: Abschnitt 3–4: Mo–Sa 21–0 Uhr und So alle 15 Minuten; Abschnitt 1–3: Mo–Sa 21–0 Uhr und So alle 30 Minuten | 20 min (1-3) 10 min (3-4)        |
|       | D-Universität Ost/Botanischer Garten – Südpark – Werstener Dorfstraße – Provinzialplatz – Kaiserslauterner Straße – U D-Oberbilk – U Ellerstraße – U Oberbilker Markt/Warschauer Straße – U Düsseldorf Hbf – U Oststraße – U Steinstraße/Königsallee – U Heinrich-Heine-Allee – U Nordstraße – U Victoriaplatz/Klever Straße – Kennedydamm – Golzheimer Platz – Theodor-Heuss-Brücke – Reeser Platz – Nordpark/Aquazoo – Messe Ost/Stockumer Kirchstraße – Freiligrathplatz – Lohausen – Alte Landstraße – Kittelbachstraße – Klemensplatz – Kalkumer Schlossallee – Am Mühlenacker – Wittlaer1 – D-Froschenteich – DU-Kesselsberg – Angerbogen (nie in Betrieb genommen) – St. Anna Krankenhaus – Sittardsberg – Mühlenkamp – Münchener Straße – Waldfriedhof – Im Schlenk – Kulturstraße – Grunewald Betriebshof – Grunewald – Karl-Jarres-Straße – Kremerstraße – Musfeldstraße – Platanenhof – U Steinsche Gasse – U König-Heinrich-Platz – U Duisburg Hbf – U Duissern2 – U Auf dem Damm – U DU-Meiderich Bf 3 Hochflurbetrieb der Rheinbahn und DVG; ehemalige D-Bahn; in den Schulferien gilt ein besonderer Fahrplan. 15-Minuten-Takt Mo–Fr 19–20 Uhr, 20-Minuten-Takt Fr 17–19 Uhr und 30-Minuten-Takt Mo–Fr 19–22 Uhr (bis 3) und Sa 7–20 Uhr (bis 2) | 10 min (bis 1) 10/20 min (bis 3) |

## Weiterführende Informationen

Logo der Stadtbahn Rhein-Ruhr